# 醉後愛上你2
《醉後愛上你2》（英語：Together With Me: the Next Chapter）是由纳塔朋·迪洛那瓦立（Max）及吳旭東（Tul）領銜主演，2018年9月28日起通过泰國LINE TV播出的浪漫愛情喜劇。
此劇由TV Thunder製作，為電視劇《惡魔的浪漫》及《醉後愛上你》的續作。剧情主要描述男主角Korn和Knock步入社會後，工作上與生活習慣上的衝突，以及來自家庭傳統觀念的挑戰。同樣感情受到考驗的還有Cho和Yiwha這對情侶，KK與CY兩對情侶该如何化解来自上司的感情威脅。

## 演員陣容
註：括號內的演員姓名為小名。

### 主要人物
- 纳塔朋·迪洛那瓦立（Max）飾演 Korn

工程師，Knock的未婚夫。深愛Knock，習於照顧Knock的一切。工作上亦比Knock冷靜細心。唯獨不敢向家人透露自己的真實性傾向，以及和Knock的真實關係。一次酒醉後的亂性，讓兩人大吵一架，Korn為了挽回Knock，不惜與自己最害怕的父親攤牌。
- 巴功·他那瓦凌猜（Tul）飾演 Knock

工程師，Korn的未婚夫。習慣於Korn的寵溺，不知不覺已離不開Korn。沉迷於手機遊戲中，導致工作表現不佳。面對與Korn的感情，比Korn更坦然、更直接，不惜豁出一切也要讓父母接受。
- Supawit Tantimaporn（C'game）飾演 Farm

酒吧駐唱歌手。Yiwha和Fai的室友。因工作關係生活日夜顛倒，感情上完全不專一，直到遇到再次遇見Bright。
- Apiwat Apiwatsayree（Porsch）飾演 Bright

醫生。個性風流好色，但自從遇到Farm後轉趨低調專一，面對Farm的欲拒還迎態度只能無奈忍受。
- Tanshi Bumrungkit（英语：Tanshi Bumrungkit）（Maengmum）飾演 Yihwa

建築設計師，Cho的女友，Korn和Fai的知心好友。隨著自身與Cho皆為工作繁忙，感情逐漸轉淡。又面對上司Art哥強力追求，一向精明的Yiwha也對未來感到茫然。
- 维萨瓦·泰亚农（Tomo）飾演 Cho

工程師，Korn與Knock的好友兼同事，Yiwha的男友。工作能力備受上司肯定，也因此與Yiwha慢慢產生誤會。看著公司內部與KK夫夫同時雞飛狗跳，發覺原來都是上司在搞鬼。

### 其他人物
- 蒂蒂卡亚·奇瓦普雷佐（Olive）飾演 Fai

待業中。Yiwha和Farm的室友，Korn和Knock的避風港。由於職場性別歧視，遲遲找不到女性工程師工作，只好在家做烘培順便接單賺外快，可惜成品常常NG。
- Kamolwacharathum Suvitayawat（Yimkey）飾演 Rit
- 吉拉瓦·瓦吉纳萨兰帕（Wo）飾演 Korn爸爸
- Sira Patrat（Yai）飾演 Pete
- Witaya Jethapai 飾演 Knock爸爸
- 汤梅斯.桑帕凯特 飾演 Art

### 特別出演
- 安比查雅·松可寒（Lilly）飾演 Wanwan

## 外部連結
- LINE TV 官方網站 （页面存档备份，存于）
- MyDramaList劇集介紹及劇評 （页面存档备份，存于）
- 豆瓣电影上《醉後愛上你2》的資料 （简体中文）